# Jaroslav Kulhavý
Jaroslav Kulhavý (nascido em 8 de janeiro de 1985) é um ciclista tcheco, especialista em competições de mountain bike.
Conquistou a medalha de ouro na prova de cross-country em Londres 2012. Ele é o vencedor da Copa do Mundo UCI em 2011, juntamente com o terceiro lugar em 2010 e 2012.

## Resultados
| Jogos              | Idade | Cidade  | Esporte  | Evento        | Equipe           | NOC | Posição | Medalha |
| ------------------ | ----- | ------- | -------- | ------------- | ---------------- | --- | ------- | ------- |
| Olimpíadas de 2004 | 19    | Atenas  | Ciclismo | Cross-country | República Tcheca | CZE |         |         |
| Olimpíadas de 2008 | 23    | Pequim  | Ciclismo | Cross-country | República Tcheca | CZE | 18      |         |
| Olimpíadas de 2012 | 27    | Londres | Ciclismo | Cross-country | República Tcheca | CZE | 1       | 1       |